# Heterochelus miserabilis
Heterochelus miserabilis är en skalbaggsart som beskrevs av Blanchard 1850. Heterochelus miserabilis ingår i släktet Heterochelus och familjen Melolonthidae. Utöver nominatformen finns också underarten H. m. obscurus.